# No End in Sight
No End In Sight war eine Metalcore-Band aus Stuttgart.

## Geschichte
Gegründet wurde die Band im Jahr 2004 von Dominik Thoma (Gitarre), Alexander Wendel (Bass), Roshan Lang (Gesang) und Martin Sohn (Schlagzeug). Nach dem ersten Demo Pray for Nothing (2005) und einer Split-CD mit Emergency Bloodshed und Devilmaycry (2007), veröffentlichte die Band im Jahr 2008 ihr erstes Album When Walls Break Down. Nach dem Ausstieg des Sängers Roshan Lang Ende 2008, wechselte Dominik Thoma von der Gitarre zum Gesang und Michael Böhm nahm den freien Platz an der Gitarre ein. Samuel Schäfer ersetzte Maximilian Clauss am Schlagzeug. In dieser Besetzung spielte die Band zwischen 2008 und 2010 jährlich ausgedehnte Touren durch Deutschland und Europa. Bevor neue Lieder geschrieben und aufgenommen wurden, kam es erneut zu Besetzungswechseln. Kevin Follath löste Adam Lasocki an der Gitarre ab und Bernd Haide übernahm den Platz am Schlagzeug. In der neuen Besetzung entstanden 2011 die Aufnahmen für das zweite Studioalbum Consequences, welches im April 2012 via Ampire Records veröffentlicht wurde. Im Vorfeld zum Album wurde zu dem Lied The Realm of the Dead ein Musikvideo gedreht und auf YouTube veröffentlicht. Im September ging die Band auf Herbsttour quer durch Europa und das neue Album zu promoten. Gitarrist Michael Böhm verließ im April 2013 die Band. Im selben Jahr entstanden bereits neue Lieder, die später auf dem dritten Studioalbum Black Clouds erscheinen sollten. Die Platte wurde im März 2014 von den restlichen Bandmitgliedern aufgenommen. Im November 2014 stieß mit Jan Schessl wieder ein zweiter Gitarrist hinzu und komplettierte die Band. Erschienen ist Black Clouds im März 2015 via Acuity Music. Nach der Veröffentlichung einer Split 7" mit Seek Nothing aus Berlin im Jahr 2017 gab die Band Ende 2017 ihre Auflösung bekannt. Die Abschiedsshow fand am 13. Januar 2018 im Jugendhaus West in Stuttgart statt.

## Stil
The Listen-To-It Network beschreibt den Stil des Albums When Walls Break Down als „melodischen Metalcore“. Metal1.info beschreibt den Stil des Nachfolgealbums Consequences mit „Vielmehr versteht es die Band, druckvolle Grooves […] und eingängige Refrains inklusive zahlreicher Gang Shouts mit griffigen Melodien zu kombinieren.“ Die Band selbst beschreibt ihren Stil schlicht als Metal. Durch die Kombination verschiedener Stilrichtungen konnten No End in Sight bereits mit Metalgrößen wie Sepultura und Neaera oder auch mit Hardcorebands wie Sick of It All, Stick to Your Guns und Walls of Jericho zusammen spielen.
Die Texte der Lieder beschäftigen sich u. a. mit Themen wie Tierschutz und setzen sich kritisch mit Politik und Religion auseinander. Die Band positioniert sich klar anti-rassistisch und anti-faschistisch und übt einen veganen/vegetarischen Lebensstil aus.

## Diskografie
- 2005: Pray for Nothing (CD, Demo)
- 2007: Three Ways of Friendship (Split-CD mit Emergency Bloodshed und Devilmaycry)
- 2008: When Walls Break Down (CD, Album)
- 2012: Consequences (CD, Album, Ampire Records / New Music Distribution)
- 2015: Black Clouds (LP, Album, Eigenveröffentlichung, digital über Acuity Music)
- 2017: Split (Split-7" mit Seek Nothing)

## Videos
- 2012: The Realm of the Dead (Consequences)
- 2014: Thrashhammer (Black Clouds)
- 2015: Architects of Ruin (Black Clouds)